# Kamienica przy ul. Augusta Cieszkowskiego 1 w Bydgoszczy
Kamienica przy ul. Augusta Cieszkowskiego 1 w Bydgoszczy – zabytkowa kamienica w Bydgoszczy, w południowej pierzei ul. Augusta Cieszkowskiego, w pobliżu skrzyżowania z ulicą Gdańskiej.

## Historia
Kamienica powstała w latach 1903–1904 według projektu bydgoskiego architekta Paula Böhma. Koszty budowy przekroczyły 40 tysięcy marek i pokryte zostały przez architekta, który spodziewał się osiągnięcia zysku ze sprzedaży gotowej nieruchomości. Natychmiast po wybudowaniu, kamienicę nabył rentier Dawid Cohn. Do 1939 roku kolejnymi właścicielami kamienicy byli Hermann Menzel, Jan Ostrowski i p. Kazanecka. 
Po II wojnie światowej elewacja kamienicy prawie całkowicie utraciła swój wystrój. Pierwotny wygląd fasady wraz ze zrekonstruowanym detalem architektonicznym przywrócono podczas remontu przeprowadzonego w 1994 roku.

## Architektura
Budynek zaprojektowano w duchu secesji berlińskiej. Jest to budynek trójkondygnacyjny, dwutraktowy, założony na rzucie zbliżonym do litery „L”. Kryty jest wysokim dachem mansardowym z facjatkami i lukarnami, kryjącym mieszkalne poddasze. 
Symetryczna, pięcioosiowa elewacja frontowa jest zryzalitowana. Portal ujęty jest stylizowanymi toskańskimi pilastrami wspierającymi balkon. Całość zwieńczona jest szczytem falistym z dużym otworem okiennym ujętym dołem, wolutową dekoracją sztukatorską o „berlińskim” wykroju. Secesyjny charakter elewacji podkreślają m.in. ślimacznice w narożach budynku, falisto-wolutowe opaski okienne, falista linia cokołu, wolutowe opaski płycin, faliste wypiętrzenia gzymsów. 

## Galeria

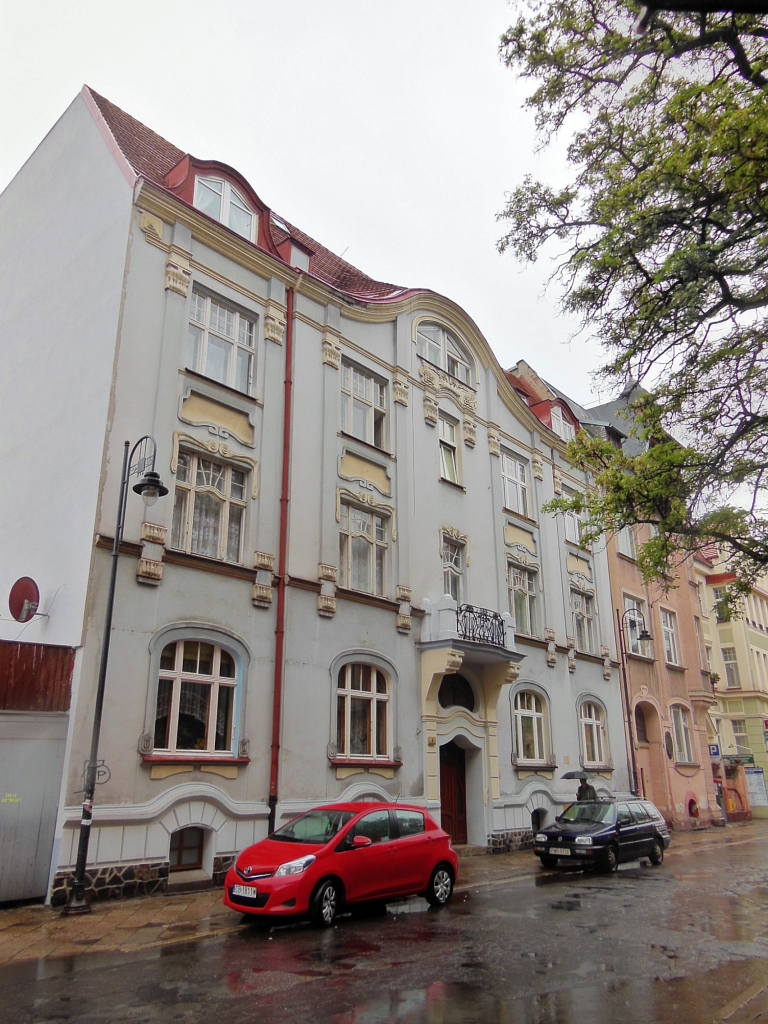
Widok ogólny
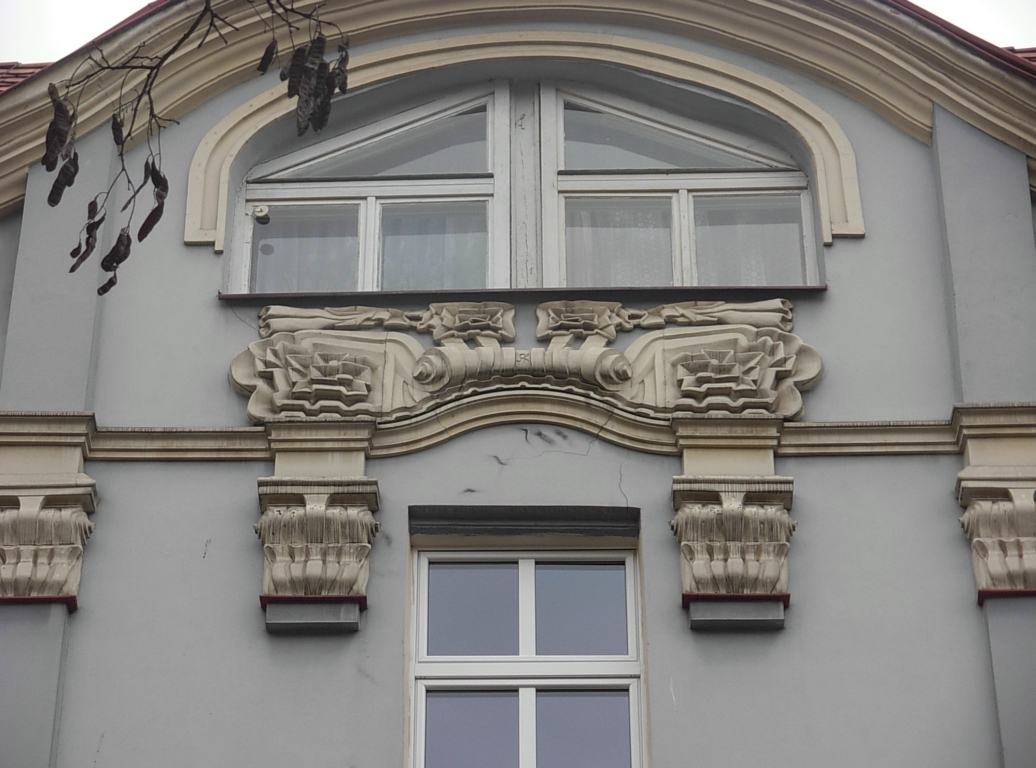
Fragment dekoracji sztukatorskiej
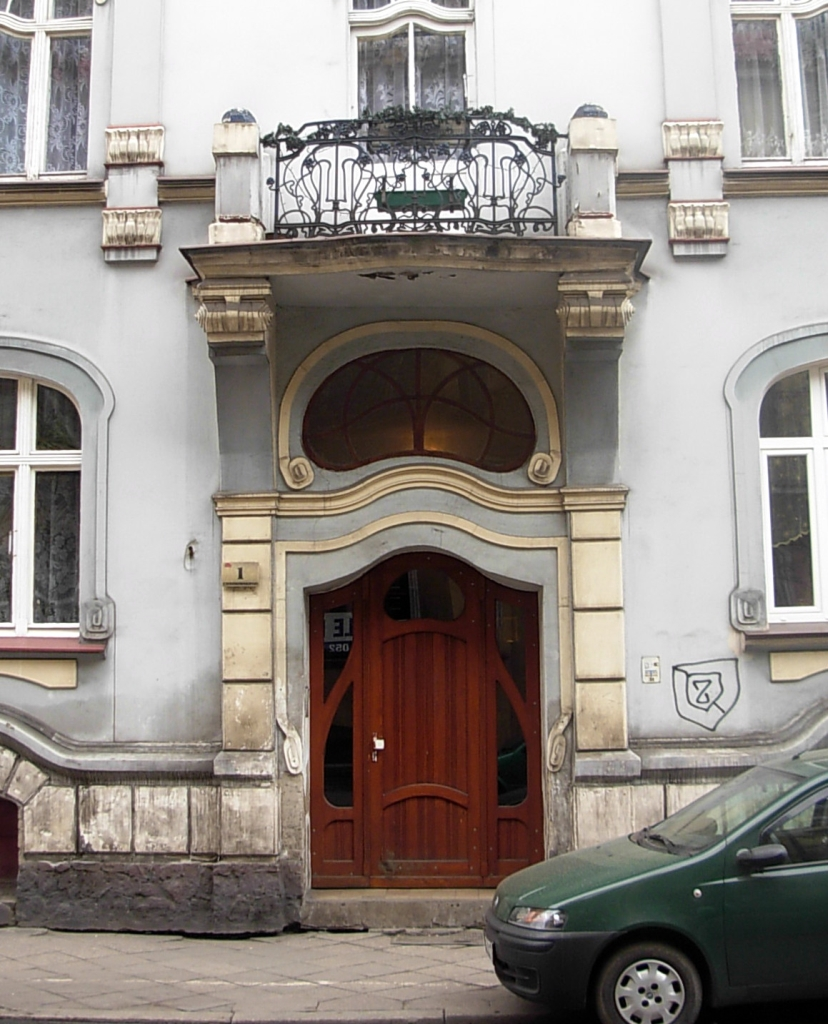
Portal z naświetlem